# Henriettea ovata
Henriettea ovata är en tvåhjärtbladig växtart som först beskrevs av Célestin Alfred Cogniaux, och fick sitt nu gällande namn av Penneys, Michelangeli, Judd och Frank Almeda. Henriettea ovata ingår i släktet Henriettea och familjen Melastomataceae. Inga underarter finns listade i Catalogue of Life.